# Сэнди (ураган)
Ураган «Сэнди» (англ. Hurricane Sandy) — мощный тропический циклон, образовавшийся в конце октября 2012 года и затронувший Ямайку, Кубу, Багамские острова, Гаити, побережье Флориды и, впоследствии, северо-восток США и восточную Канаду. Наиболее тяжёлый ущерб был причинён северо-восточным штатам США, в частности штатам Нью-Джерси, Нью-Йорк и Коннектикут. Особо пострадало метро Нью-Йорка. Первые 13 человек погибли в штате Нью-Джерси 30 октября 2012 года, вода начала затоплять улицы. По улицам плавали акулы и аллигаторы. А около 00:40 31 октября участь ждала и Манхэттен. В 5 км к юго-востоку от Пятой авеню из-за перегрузки порывистым ветром замкнуло силовой кабель местной электроподстанции. Из 33 сотрудников подстанции, налаживающих аварийный участок, погибли 19. Весь город погрузился во тьму. Без энергоснабжения остались 7 миллионов жителей. Всего ураган унёс жизни 254 человек.
В 2012 году это 18-й тропический циклон, получивший собственное имя, и десятый такой циклон в Атлантике. Он сформировался 22 октября и за 6 часов превратился в тропический шторм. Затем он стал медленно продвигаться на север к Большим Антильским островам, продолжая набирать силу.
Ураган Сэнди стал по мощности вторым ураганом после Катрины, обрушившейся на юго-восток страны летом 2005 г.

## Метеорологическая история
| Ранг       | Буря    | Сезон | Диаметр | Диаметр |
| Ранг       | Буря    | Сезон | (мили)  | (км)    |
| ---------- | ------- | ----- | ------- | ------- |
| 1          | Сэнди   | 2012  | 1,150   | 1,850   |
| 2          | Игорь   | 2010  | 920     | 1,480   |
| 3          | Ольга   | 2001  | 865     | 1,390   |
| 4          | Тедди   | 2020  | 850     | 1,370   |
| 5          | Николь  | 2016  | 815     | 1,315   |
| 6          | Лили    | 1996  | 805     | 1,295   |
| 7          | Карл    | 2004  | 775     | 1,250   |
| 8          | Флоренс | 2006  | 760     | 1,220   |
| 9          | Хелена  | 2006  | 750     | 1,205   |
| 10         | Айрин   | 1999  | 720     | 1,160   |
| источники: |         |       |         |         |

24 октября он достиг мощности урагана, незадолго до этого обрушившись на Ямайку. На следующий день «Сэнди» достиг Кубы, его сила возросла до 2 категории. К вечеру 25 октября она опять упала до 1, и утром 26 октября ураган вступил на территорию Багамских островов. В общей сложности жертвами урагана стали по меньшей мере 69 человек в Карибском регионе и на Багамах. Затем ураган ослабел до тропического шторма, но утром 27 октября снова набрал силу по шкале ураганов Саффира — Симпсона до 1 степени.
29 октября президент США Барак Обама в прямом эфире призвал американцев серьёзно подготовиться к угрозе, которую может нести ураган «Сэнди».
30 октября — приближаясь к территории США ураган достиг максимальной мощности, превратившись в супершторм, порывы сопутствующих ветров достигали 150 км/ч.
По прогнозам метеорологов, 30 октября ураган соединится с холодным штормовым ветром с запада страны и существенно усилится. Ураган также совпадёт по времени с приливом Однако, достигнув побережья, ураган несколько потеряет в мощности. С 30 октября он будет классифицироваться как тропический шторм, хотя всё равно останется опасным.
31 октября ураган продвигался от Нью-Йорка к Нью-Джерси, затем прошёл через Вирджинию и Пенсильванию. Метеорологи прогнозируют, что вскоре ураган уйдет на север, в Канаду.

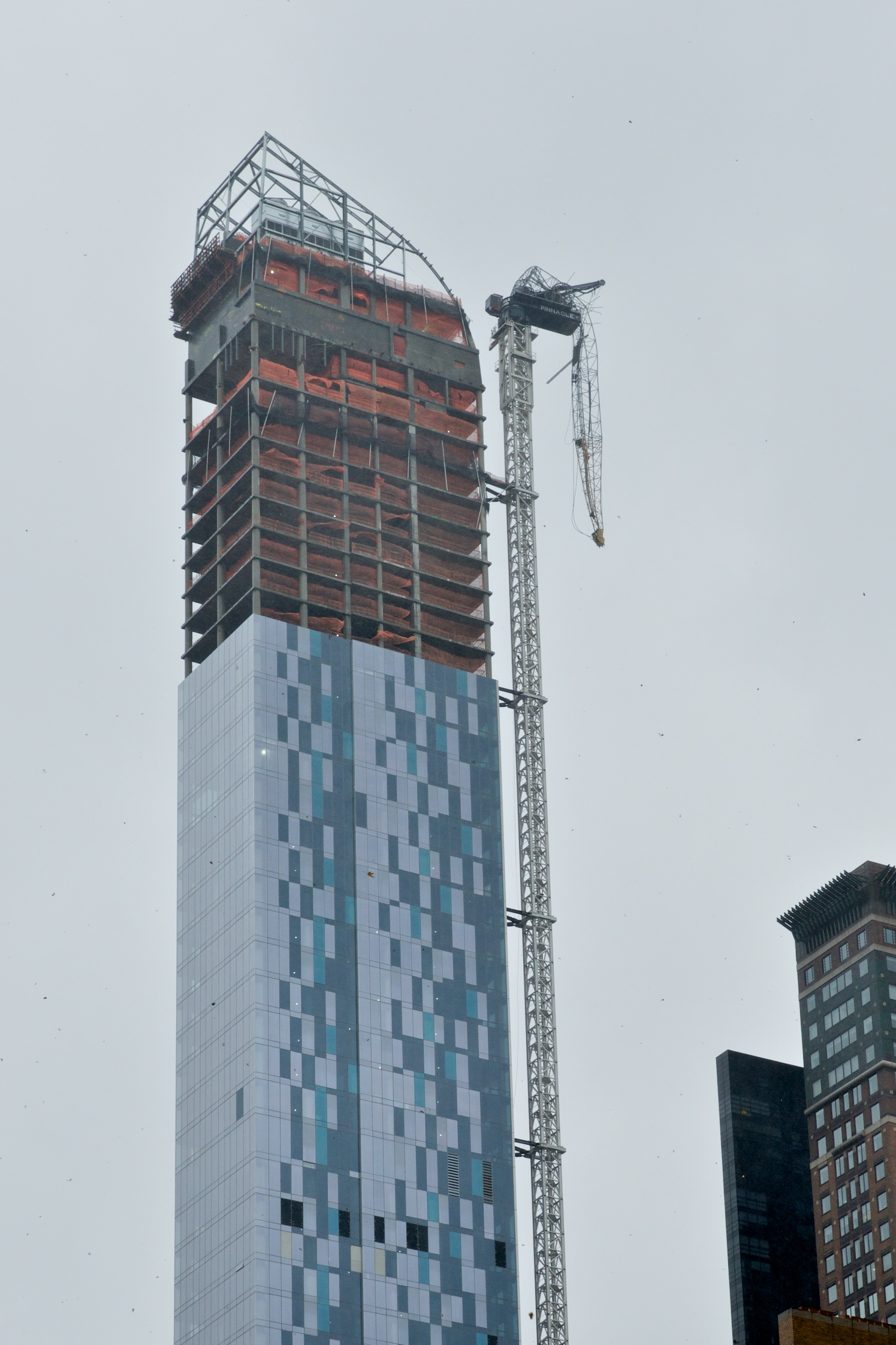
Повреждённый кран на небоскрёбе One57 в боро Манхэттен

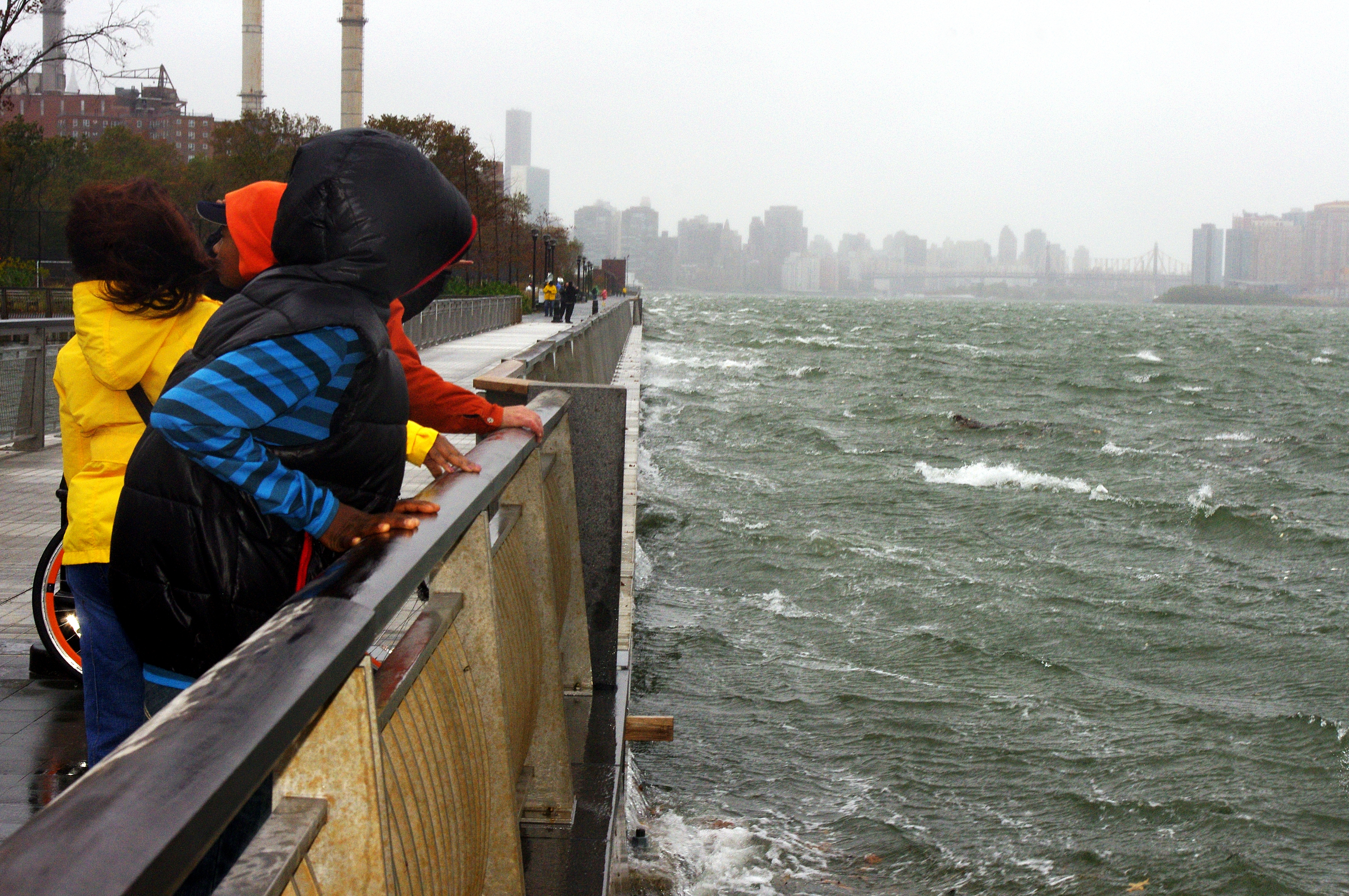
Ист-Ривер, 11:00 29 октября

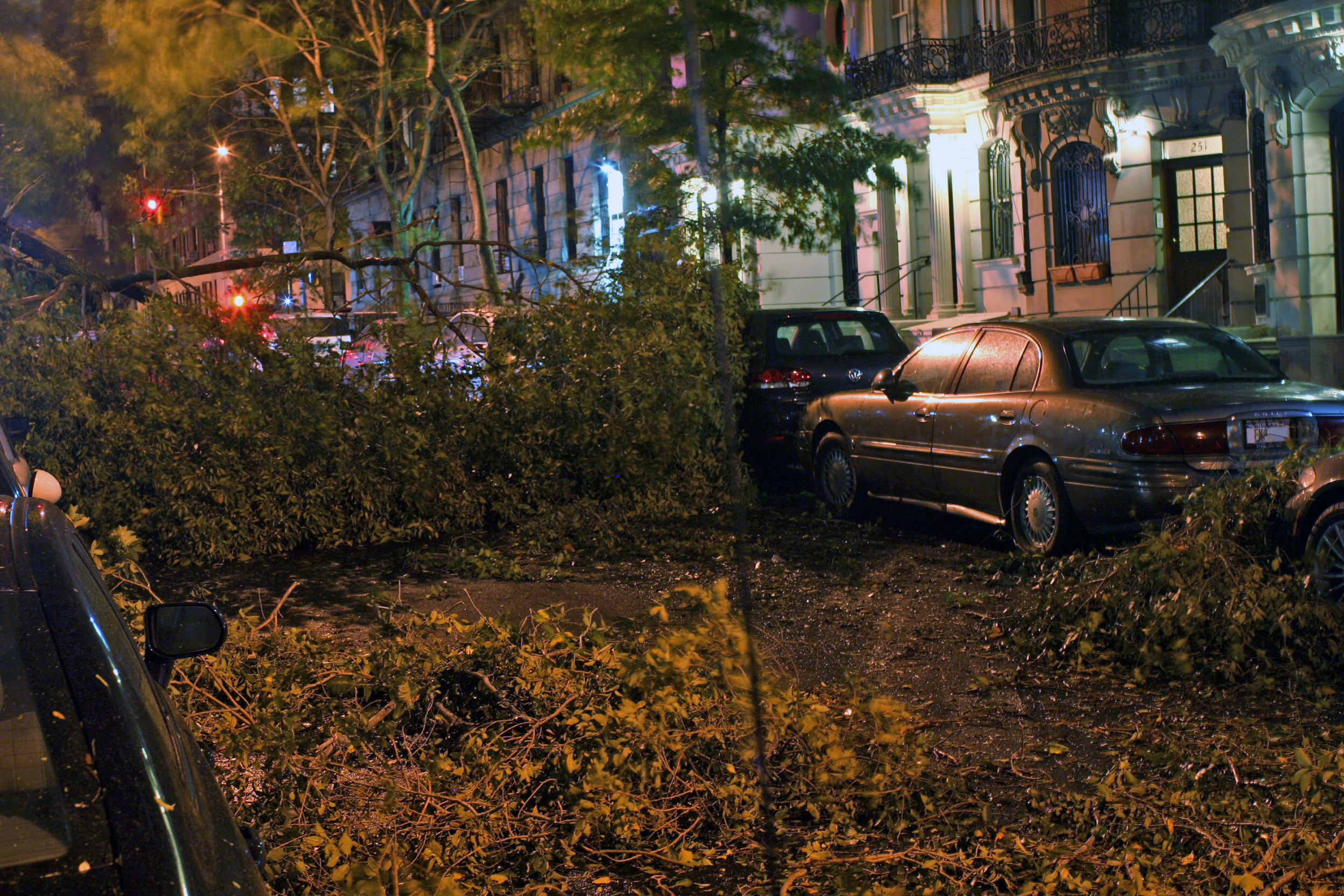
Сломанные деревья на 101-й улице, Верхний Вест-Сайд

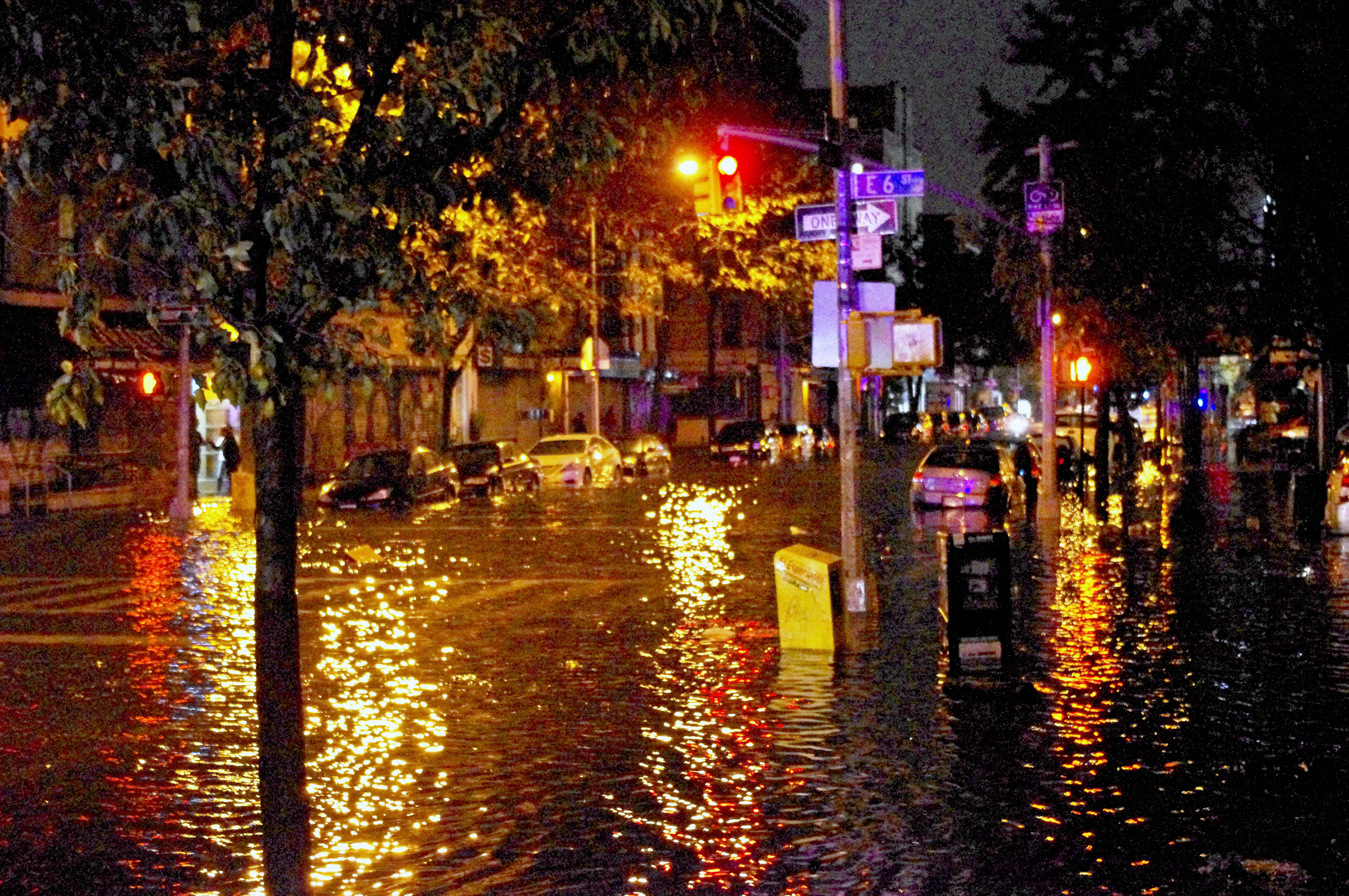
Затопленные улицы в Манхэттене (перекрёсток авеню Си и 6-й улицы)

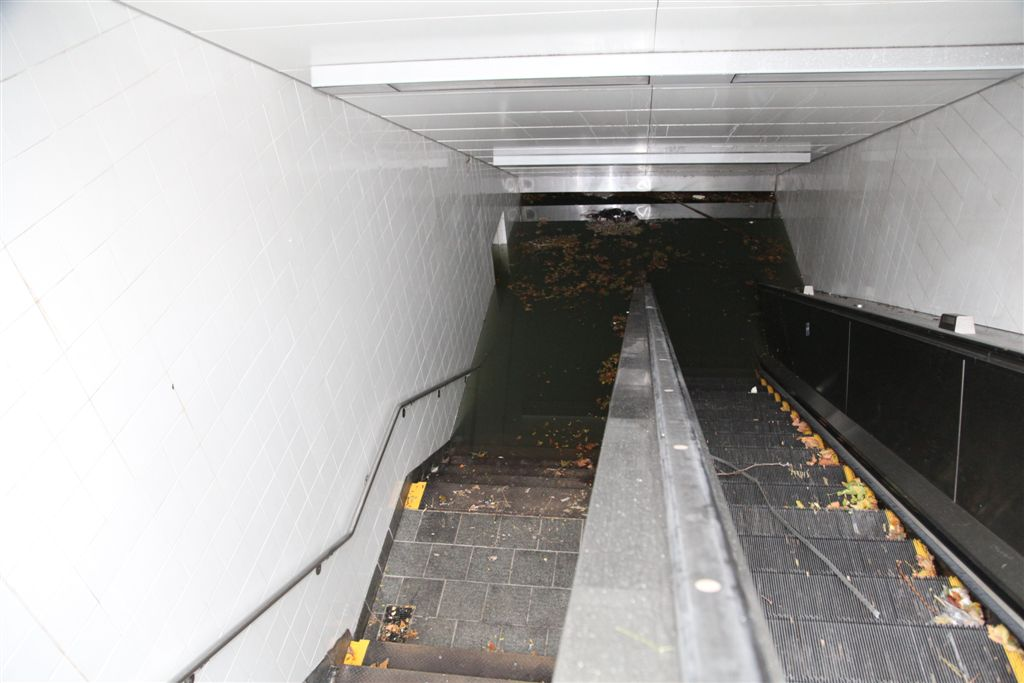
Вид входа на затопленную станцию «Саут-Ферри» Нью-Йоркского метро

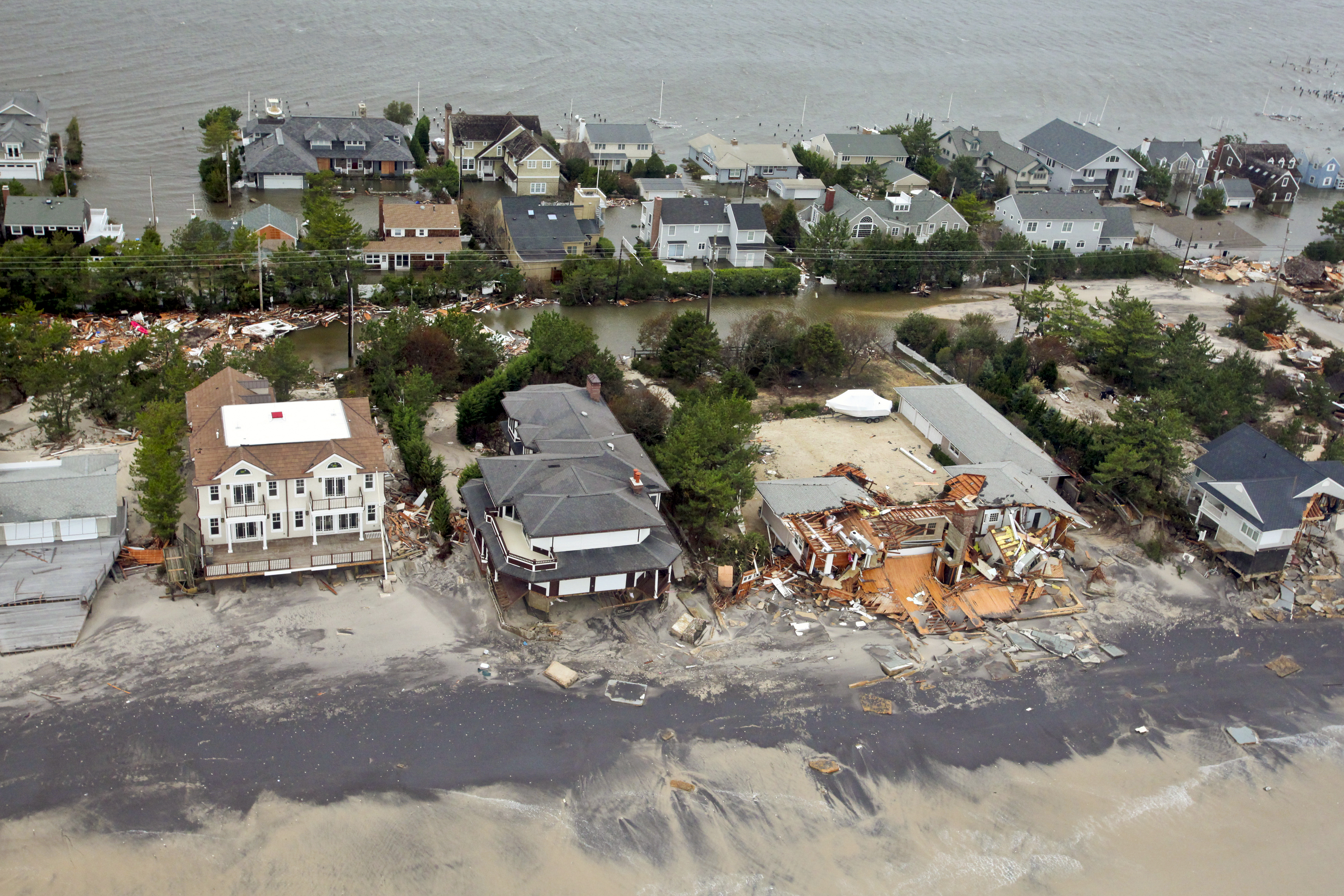
Разрушенные ураганом дома в Мантолокинге, Нью-Джерси.

## Развитие событий
- На Багамах закрылись школы, офисы, аэропорты и мосты[7]
- 28-29 октября
  - С вечера 28 октября в Нью-Йорке прекращают работу метро, автобусы и поезда[8]
  - На 2 дня остановлена работа фондовой биржи в Нью-Йорке[9]
  - Нью-Йоркская товарная биржа (NYMEX) будет проводить торги в электронном режиме[9]
  - Закрыта на сутки Штаб-квартира ООН[9]
  - Отмена авиарейсов из Нью-Йорка, Вашингтона и Филадельфии[10]
  - Приостановлены предвыборные кампании Барака Обамы и Митта Ромни. Билл Клинтон и Джо Байден отменили мероприятия в Вирджинии[11]
- В штате Делавэр объявлена обязательная эвакуация 50 тысяч жителей прибрежных районов
- 29 октября 2012 года у побережья Южной Каролины из-за урагана «Сэнди» затонул легендарный парусный корабль Bounty. 14 из 16 членов экипажа удалось спастись за 5 часов до гибели судна,[12] один член экипажа — женщина — найдена в бессознательном состоянии и позже скончалась в больнице. Поиски капитана судна продолжаются.
- 29 октября около девяти часов вечера в Торонто (Канада), была убита женщина летящим обломком знака[13]
- 30-31 октября, Нью-Йорк
  - Затоплено 7 тоннелей метро, остров Манхэттен полностью отрезан от материка, уровень воды достигает 4 метров
  - Сгорело 50 зданий (по другим данным — 80) в районе Квинс[14]
  - На подстанции компании Consolidated Edison произошёл взрыв, около 250-ти тысяч человек остались без света[15]
  - На АЭС «Найн-Майл-Пойнт» произошла остановка реактора[16]
  - Эвакуирована клиника Нью-Йоркского Университета[17]
  - Из-за отключения электроэнергии на водоочистительной станции на реке Патаксент в Мэриленде в Чесапикский залив попали 95 миллионов литров жидких отходов[18]
  - Остановлен один из блоков АЭС Индиан-Пойнт из-за проблем с электричеством[19]
- 30-31 октября, Нью-Джерси
  - В результате прорыва плотины затоплены города Муначи, Литл-Ферри и Карлштадт[20]
  - Из-за выхода из строя четырёх из шести циркуляционных насосов остановлен один из реакторов АЭС Salem 1[21]
  - На стоянке в порту Ньюарка сгорели 16 автомобилей Fisker Karma[22]
  - По неподтверждённым данным в городе Мантолокинг штата Нью-Джерси начался пожар[23]
  - Более 1,1 млн литров нефтепродуктов вылилось из-за трещины в одном из топливных резервуаров в залив Вудбридж с территории НПЗ Motiva[24]
- Закрыт нефтеперерабатывающий завод компании ConocoPhillips, в результате чего на 1 % подорожали фьючерсы на бензин[25]
- 30 октября, Канада
  - Без электричества остались 38 тысяч домов в провинции Квебек и 30 тысяч — в Онтарио[26]
- Чрезвычайное положение объявлено в Мэриленде, Массачусетсе, Нью-Джерси, Нью-Йорке, Коннектикуте, Пенсильвании, Род-Айленде, федеральном округе Колумбия и прибрежных районах Северной Каролины[27]
- Отменено около 15 тысяч авиарейсов, без электричества осталось более 8 миллионов домов, в частности 250 тысяч в Вашингтоне, 100 тысяч в Канаде
- На западе штата Мэриленд выпало 70 см снега, в горах Западной Вирджинии — около метра[27]
- Из-за последствий урагана отменён традиционный Нью-Йоркский марафон, который проходит ежегодно с 1970 года в первый понедельник ноября.[28]

| Местность                | Общие | Прямые | Косвенные | Н/Д | Ущерб       |
| Бермуды                  | 0     | 0      | 0         | 0   | Минимальный |
| Куба                     | 11    | 6      | 0         | 5   | $2 млрд     |
| Гаити                    | 75    | 20     | 0         | 55  | $750 млн    |
| Доминиканская Республика | 2     | 2      | 0         | 0   | $30 млн     |
| Ямайка                   | 2     | 1      | 1         | 0   | $100 млн    |
| Пуэрто-Рико              | 0     | 0      | 0         | 0   | —           |
| Багамские Острова        | 2     | 2      | 0         | 0   | $700 млн    |
| У побережья США          | 2     | 2      | 0         | 0   | —           |
| США                      | 158   | 72     | 85        | 1   | $65 млрд    |
| Канада                   | 2     | 1      | 1         | 0   | $100 млн    |
| Итого                    | 254   | 106    | 87        | 61  | $68,7 млрд  |

## Последствия
По неизвестным науке причинам через девять месяцев после урагана в пострадавших районах наблюдалось заметное повышению рождаемости.